# SVV Scheveningen
Scheveningse Voetbal Vereniging Scheveningen is een voetbalclub uit Scheveningen in de Nederlandse provincie Zuid-Holland. De club is opgericht op 1 juli 1919 en speelt op Sportpark Houtrust in Den Haag. Het standaardelftal komt al jaren uit in de top van het Nederlands amateurvoetbal. De clubkleuren zijn groen-zwart.

## Geschiedenis
SVV Scheveningen is officieel opgericht in het café "Volksbelang" in de Scheveningse Keizerstraat. In de aldaar gehouden oprichtingsvergadering werd besloten tot oprichting per 1 juli 1919 van een voetbalvereniging onder de naam Scheveningse Voetbal Vereniging Scheveningen. Aanvankelijk bestond de vereniging alleen uit een zondagafdeling, waarna pas in 1946 werd besloten ook een zaterdagafdeling te starten. In 1954 werd in een bewogen vergadering in de inmiddels verdwenen zaal Padro (Jurriaan Kokstraat 44) besloten om samen met Holland Sport tot betaald voetbal over te gaan en werd de vereniging bij de bond ingeschreven onder de naam Scheveningen Holland Sport (SHS). Spelend in de eredivisie kwamen ook topclubs als Ajax en Feyenoord met angst en beven op bezoek op Houtrust. Dit heeft 10 jaar geduurd, waarna in juli 1964 werd besloten om de amateurafdeling weer onder de naam SVV Scheveningen te laten spelen.
De afdeling betaald voetbal ging verder onder de naam "Holland Sport", fuseerde in 1971 met ADO en ging spelen in het Zuiderpark onder de naam FC Den Haag. De amateurafdeling speelde met zowel een zaterdag- als een zondagafdeling en ging vanaf 1970 in het huidige Houtrust-complex spelen.

## Zondagafdeling
Na de start in 1919 in de 3e klasse HVB is de opmars meteen gekomen. In 1926 werd er al 3e klasse KNVB gespeeld en in 1946 werd de 2e klasse bereikt. Het eerste zondagelftal was toen een van de toonaangevende teams van de Haagse regio. In 2009 werd de zondagafdeling ongeslagen kampioen geworden in de 4e klasse C (West II) maar in maart 2011, toen de ploeg uitkwam in de 3e klasse, is het elftal door het bestuur teruggetrokken uit de competitie en is SVV Scheveningen gestopt met het prestatievoetbal op zondag.

## Zaterdagafdeling
In de jaren 60 speelde de zaterdagafdeling in de 2e klasse KNVB, in die tijd nog de hoogste klasse op zaterdag. Na een uiterst slechte periode bereikte de afdeling in 1981 haar dieptepunt door te degraderen naar de voormalige HVB-onderbond. Na enkele reorganisaties te hebben doorgevoerd, promoveerde Scheveningen (za) in 1984 weer naar de 4e klasse KNVB. In 1987 promoveerde de club naar de 3e klasse waarvan het kampioen werd in het seizoen 1989-1990. Met een derde plek in de 2e klasse een jaar later, werd deelgenomen aan de nacompetitie die resulteerde in een promotie-degradatieduel tegen Go Ahead Kampen (2-1 winst). Daarmee promoveerde Scheveningen naar de 1e klasse, toentertijd de hoogste amateur klasse van het zaterdagvoetbal. Het hoogtepunt uit de historie van de SVV Scheveningen volgde enkele jaren later met de algehele landstitel van het amateurvoetbal in het seizoen 1995-1996. Met Martin Jol als trainer, sleepte de ploeg de algehele titel binnen (ten koste van Baronie, thuis 2-0 winst, uit 2-1 verlies). Een jaar later werd het afdelingskampioenschap op een haar na gemist in een zinderend beslissingsduel met FC Lisse (3-4 voor 7.500 toeschouwers). De jaren daarop draaide de club stabiel, en veelal in de top van de Hoofdklasse mee, al moest daar eenmaal, in 2003, een promotie-degradatiewedstrijd tegen SDVB (4-0 winst) aan te pas komen.
Toch braken er ook voor Scheveningen magere jaren aan. In het seizoen 2005-2006, nota bene het seizoen waarin het eigen Houtrust grondig werd vernieuwd, bleek degradatie onvermijdelijk. Het verloren terrein werd een jaar later in een promotie-degradatieduel tegen Excelsior Maassluis (3-4-verlies na een 3-1-voorsprong) net niet terugveroverd maar in 2008 werd het kampioenschap van de Zaterdag eerste klasse B veiliggesteld en sindsdien speelt het zaterdagteam van de SVV Scheveningen weer in de Hoofdklasse. Het slaagde er niet in zich te plaatsen voor de eerste editie van de Topklasse in 2010. Het seizoen 2010/11 werd afgesloten met een periodetitel en het behalen van de bekerfinale van het district West II (1-2-verlies tegen FC Lisse). In het seizoen 2011/2012 werd SVV Scheveningen kampioen van de Zaterdag Hoofdklasse B en promoveerde de club naar de Topklasse.
Op 25 september 2012 bereikte SVV Scheveningen voor het eerst in haar bestaan de derde ronde van de KNVB Beker, door op eigen veld profclub FC Oss te verslaan (2-1 na verlenging). Op 23 september 2014 werd deze prestatie herhaald en zal Scheveningen in de derde ronde in Leeuwarden uitkomen tegen eredivisionist SC Cambuur.
In 2018 promoveerde Scheveningen via de nacompetitie naar de Tweede Divisie. De club tekende het convenant dat opgesteld was tussen de KNVB en de Belangenvereniging Zaterdagvoetbal (BZV) om te kunnen garanderen dat wedstrijden op zaterdag gespeeld kunnen worden.

## Erelijst
Algeheel amateurkampioenschap
Kampioen in 1996
Algemeen zaterdagkampioenschap
Kampioen in 1996
Districtsbeker West III
Winnaar in 2000
Zaterdag Hoofdklasse B
Kampioen in 2012

## Resultaten van het zaterdagelftal in de Hoofdklasse/Topklasse/Derde Divisie
- 1991/1992: 1e klasse A, 7e plaats,  26 -8-10-8- 26 (42-49)
- 1992/1993: 1e klasse A, 11e plaats, 26 -6-8-12- 20 (34-50)
- 1993/1994: 1e klasse A, 7e plaats,  26 -7-10-9- 24 (38-42)
- 1994/1995: 1e klasse A, 7e plaats,  26 -7-10-9- 24 (53-55)
- 1995/1996: 1e klasse A, 1e plaats,  26 -20-4-2- 64 (71-18)
- 1996/1997: Hoofdklasse A, 2e plaats,  26 -16-6-4- 54 (68-37)
- 1997/1998: Hoofdklasse A, 4e plaats,  26 -13-6-7- 45 (43-28)
- 1998/1999: Hoofdklasse A, 2e plaats,  26 -13-9-6- 48 (60-26)
- 1999/2000: Hoofdklasse A, 9e plaats,  26 -10-4-12- 34 (36-36)
- 2000/2001: Hoofdklasse A, 3e plaats,  26 -14-3-9- 45 (49-27)
- 2001/2002: Hoofdklasse A, 4e plaats,  26 -13-7-6- 46 (34-32)
- 2002/2003: Hoofdklasse A, 12e plaats, 26 -5-8-13- 23 (29-44)
- 2003/2004: Hoofdklasse A, 5e plaats,  26 -13-5-8- 44 (43-38)
- 2004/2005: Hoofdklasse B, 8e plaats,  26 -9-9-8- 36 (41-42)
- 2005/2006: Hoofdklasse A, 14e plaats, 26 -3-8-15- 17 (22-47)
- 2008/2009: Hoofdklasse A, 10e plaats, 26 -8-4-14- 28 (36-54)
- 2009/2010: Hoofdklasse A, 10e plaats, 26 -8-7-11- 31 (44-52)
- 2010/2011: Hoofdklasse A, 4e plaats,  26 -13-7-6- 46 (47-28)
- 2011/2012: Hoofdklasse B, 1e plaats,  26 -19-3-4- 60 (59-30)
- 2012/2013: Topklasse Zat, 11e plaats, 30 -11-6-13- 39 (45-46)
- 2013/2014: Topklasse Zat, 9e plaats,  30 -13-4-13- 43 (43-49)
- 2014/2015: Topklasse Zat, 9e plaats,  30 -10-9-11- 39 (54-51)
- 2015/2016: Topklasse Zat, 13e plaats,  30 -7-9-14- 30 (42-47)
- 2016/2017: 3e Divisie Zat, 5e plaats,  34 -16-8-10- 56 (54-48)
- 2017/2018: 3e Divisie Zat, 2e plaats,  34 -20-5-9- 65 (68-44)
- Tot en met 1994/1995 waren er 2 punten voor winst.
- Vanaf 1995/1996 zijn er 3 punten voor winst.
- Tot en met 1995/1996 was de 1e klasse de hoogste klasse,
- Vanaf 1996/1997 is de naam gewijzigd in Hoofdklasse.
- Vanaf 2010/2011 was de topklasse de hoogste klasse in het Nederlandse amateurvoetbal.
- Vanaf 2016/2017 is de tweede divisie boven de topklasse (vanaf dan derde divisie) geïntroduceerd.

## Competitieresultaten 1943–heden
| 8 4B |

|  |

|  |

|  |

|  |

|  |

|  |

|  |

|  |

|  |

|  |

| 1 4B |

| 8 3A |

|  |

|  |

|  |

|  |

|  |

|  |

|  |

|  |

|  |

| 5 4A |

| 1 4B |

| 4 3B |

| 6 3A |

| 9 3B |

| 9 3B |

| 11 3B |

| 6 4A |

| 6 4A |

| 4 4A |

| 9 4B |

| 5 4A |

| 11 4B |

| 4 4A |

| 9 4A |

| 9 4B |

| 12 4A |

|  |

|  |

|  |

| 6 4A |

| 1 4A |

| 2 4A |

| 2 3A |

| 4 3A |

| 1 3A |

| 3 2B |

| 7 1A |

| 11 1A |

| 7 1A |

| 7 1A |

| 1 1A |

| 2 A |

| 4 A |

| 2 A |

| 9 A |

| 3 A |

| 4 A |

| 12 A |

| 5 A |

| 8 B |

| 14 A |

| 2 1B |

| 1 1B |

| 10 A |

| 10 A |

| 4 A |

| 1 B |

| 11 |

| 9 |

| 9 |

| 13 |

| 5 |

| 2 |

| 14 |

| -- |

| -- |

| 8 |

| 8 |

| 15 |

| 17 |

| Tweede Divisie | Derde Divisie Topklasse | Hoofdklasse | Eerste klasse | Tweede klasse | Derde klasse | Vierde klasse |

In elke staaf van de grafiek staat van boven naar beneden vermeld: 
- Eindnotering

Dit is de positie die de club heeft bereikt in de competitie, zonder eventuele beslissings-, play-off- of nacompetitiewedstrijden die nodig zijn geweest om bijvoorbeeld de kampioen van de competitie te bepalen.
Indien een * achter het getal staat is de notering een tussenstand en kan het zijn dat de notering niet overeenkomt met de uiteindelijke eindstand van de competitie.
Staat er een - dan is het seizoen nog bezig en is er geen definitieve uitslag bekend.
Staat er xx op de positie van de notering, dan heeft de club vroegtijdig de competitie verlaten. Dit kan onder andere komen door terugtrekking van het team, faillissement van de club of door een uitgedeelde straf van de KNVB. In veel gevallen staat elders in het artikel de reden vermeld.
Staat er een ? dan is het resultaat uit het verleden onbekend, en is alleen de competitie of het niveau bekend van dat seizoen.
In de seizoenen 2019/20 en 2020/21 werd wegens de coronacrisis het amateurvoetbal afgebroken. Daardoor kennen deze staven geen eindklassering (middels -- weergegeven).
- Competitieniveau en afdelingsletter of Officiële eindstand Eredivisie
  - Competitieniveau en afdelingsletter

Hierbij geeft het getal het niveau weer, dat ook terug te vinden is in de legenda. De letter is de afdelingsaanduiding en wordt gebruikt wanneer er meer afdelingen zijn op hetzelfde niveau. De afdelingsletter is altijd een hoofdletter en wordt meestal zonder nummer gebruikt.
Voorbeeld: 2F is niveau 2e klasse competitie F.
Het competitieniveau en nummer wordt niet vermeld wanneer er slechts één competitie van dit niveau was.
  - Officiële eindstand Eredivisie (getal staat tussen haakjes vermeld)

Sinds de introductie van play-offwedstrijden voor Europees voetbal na afloop van de reguliere competitie in 2005/06, is de KNVB verplicht een eindstand van de Eredivisie door te geven aan de UEFA aan de hand van deze play-offwedstrijden.
Bij deze eindstand staan clubs die zich hebben gekwalificeerd voor Europees voetbal hoger dan clubs die zich niet wisten te kwalificeren. Indien er geen verschil was tussen de eindnotering en de officiële eindstand, staat dit getal niet vermeld.

- Onderafdeling

Hier staat afgekort de naam van de onderafdeling indien de club in dat jaar in een onderafdeling uitkwam. Tevens staat deze afkorting in de legenda en wordt gelinkt naar het artikel over deze onderafdeling. Deze afkorting wordt alleen vermeld wanneer de club in het verleden in verschillende onderafdelingen heeft gespeeld. Deze vermelding is in de staaf altijd in kleine letters. Deze onderafdelingen zijn na het seizoen 1995/96 afgeschaft. Heeft de club in slechts één onderafdeling gespeeld, dan is dit alleen terug te vinden in de legenda.
Onder de staaf staat het jaartal vermeld waarin het seizoen is afgesloten. 15 verwijst naar het seizoen 2014/15 of eventueel het seizoen 1914/15.
Wanneer een staaf leeg is, zijn deze gegevens niet bekend. Het kan ook zijn dat de club dat seizoen niet heeft meegespeeld op het hogere amateurniveau, vroegtijdig de competitie heeft verlaten of uit de competitie is gezet.

In het seizoen 1944/45 was er wegens de Tweede Wereldoorlog geen regulier competitievoetbal.
2019/20: Dit seizoen werd na 24 speelrondes stopgezet vanwege de uitbraak van het COVID-19-virus. Er werd voor dit seizoen geen eindstand vastgesteld.
2020/21: Dit seizoen werd na 6 speelrondes stopgezet vanwege de uitbraak van het COVID-19-virus. Er werd voor dit seizoen geen eindstand vastgesteld.

## Scheveningen in de KNVB Beker
Dit schema laat de resultaten zien van Scheveningen tegen profclubs in de KNVB Beker.
| Seizoen | Ronde    | Wedstrijd                       | Uitslag        |
| ------- | -------- | ------------------------------- | -------------- |
| 1996/97 | Groep 13 | ADO Den Haag - Scheveningen     | 1-1            |
| 1996/97 | Groep 13 | Scheveningen - Telstar          | 0-5            |
| 1996/97 | Groep 13 | Scheveningen - Sparta Rotterdam | 1-6            |
| 1997/98 | Groep 6  | Sparta Rotterdam - Scheveningen | 9-2            |
| 1997/98 | Groep 6  | Scheveningen - SBV Excelsior    | 1-9            |
| 1997/98 | Groep 6  | ADO Den Haag - Scheveningen     | 6-1            |
| 1999/00 | Groep 16 | Scheveningen - SBV Excelsior    | 1-3            |
| 1999/00 | 2e ronde | Go Ahead Eagles - Scheveningen  | 3-1            |
| 2000/01 | Groep 3  | Sparta Rotterdam - Scheveningen | 8-0            |
| 2001/02 | Groep 4  | Scheveningen - Sparta Rotterdam | 0-4            |
| 2001/02 | Groep 4  | ADO Den Haag - Scheveningen     | 2-0            |
| 2002/03 | Groep 4  | ADO Den Haag - Scheveningen     | 3-2            |
| 2004/05 | 1e ronde | FC Dordrecht - Scheveningen     | 7-1            |
| 2011/12 | 2e ronde | Scheveningen - ADO Den Haag     | 1-3            |
| 2012/13 | 2e ronde | Scheveningen - TOP Oss          | 2-1 n.v.       |
| 2012/13 | 3e ronde | FC Dordrecht - Scheveningen     | 2-1            |
| 2014/15 | 3e ronde | SC Cambuur - Scheveningen       | 2-0 n.v.       |
| 2015/16 | 2e ronde | Scheveningen - Telstar          | 0-0 (5-6 n.s.) |
| 2016/17 | 1e ronde | Scheveningen - FC Emmen         | 1-2            |
| 2017/18 | 1e ronde | Scheveningen - AFC Ajax         | 1-5            |
| 2018/19 | 1e ronde | Scheveningen - SC Cambuur       | 2-3 n.v.       |

## Bekende (oud-)spelers
- Martin Abbenhuis
- Giorgio Achterberg
- Chovanie Amatkarijo
- Henry Bakker
- Crescendo van Berkel
- Giorgio Berkleef
- Marcel de Bruijn
- Sandro Calabro
- Joël Donald
- Frans de Kat
- Mitchell de Vlugt
- Jan van Geen
- Hendrik Grünholz
- Stephan 't Hart
- Stefan Huisman
- Enzo Huntink
- Rody Hoegee
- Lex Immers
- Peter Jungschläger
- Dick Jol
- Leon van Nieuwkerk
- Sven van der Maaten
- Ingmar Maayen
- Samir El Moussaoui
- John Nieuwenburg
- Kevin Gomez Nieto
- Tim Peters
- Sjaak Polak
- Marcel Pronk
- Karim Rekik
- Leroy Resodihardjo
- Brandon Robinson
- Levi Schwiebbe
- Michiel Sol
- Joel Tillema
- Robert van Koesveld
- Martin van Vianen
- Angelmo Vyent